# Strafgesetzbuch (Tschechien)
Das tschechische Strafgesetzbuch (tschechisch: Trestní zákoník, Abk.: TrZ; Gesetz Nr. 40/2009 Sb.) vom 8. Januar 2009 trat am 1. Januar 2010 in Kraft. 
Es regelt das materielle Strafrecht Tschechiens und löste in Tschechien das Strafgesetzbuch der Tschechoslowakei ab.
Das tschechische Strafgesetzbuch wurde 2017 von Susanne Altmann ins Deutsche übersetzt.